# Карате клуб Дрина (Вишеград)
Карате клуб „Дрина“ је карате клуб из Вишеграда. 

## Историјат
Основан је у првој половини осамдесетих година XX вијека. Почетком Одбрамбено-отаџбинског рата клуб је угашен, а обновио је рад 1996, доласком тренера Синише Пјевића. Од каратиста овог клуба први већи успјех остварио је Ђорђе Васић, освајањем бронзане медаље на Европском првенству у румунском граду Клуж-Напока (2000). Од 2002. тренер клуба је Ненад Леканић. Међу успјешнијим каратистима овог клуба су Данка Гавриловић, освајач сребрне медаље у појединачној и златне у екипној конкуренцији на Свјетском првенству у Мелбурну (2013) и Никола Полуга, освајач златне медаље у појединачној
и сребрне у екипној конкуренцији на истом првенству. Селена Леканић била је првакиња БиХ у јуниорској конкуренцији (2021) и члан репрезентације БиХ. Кроз клуб је од 1996. прошло око 700
чланова.